# Ла Соледад де лас Палмас, Ла Чоле (Камарго)
Ла Соледад де лас Палмас, Ла Чоле (шп. La Soledad de las Palmas, La Chole) насеље је у Мексику у савезној држави Чивава у општини Камарго. Насеље се налази на надморској висини од 1500 м.

## Становништво
Према подацима из 2005. године у насељу су живела 3 становника.

### Хронологија
| Година       | 2000 | 2005 |
| ------------ | ---- | ---- |
| Становништво | 4    | 3    |

### Попис
| # | Индикатор                        | Вредност |
| - | -------------------------------- | -------- |
| 1 | Укупно појединачних домаћинстава | 1        |